# Hartenstein (Sasko)
Hartenstein je město na horním toku Cvikovské Muldy v oblasti severního předhůří Krušných hor v zemském okrese Cvikov v německé spolkové zemi Sasko. Má přibližně 4 500 obyvatel.

## Geografie
Město Hartenstein leží na pravém břehu Cvikovské Muldy v předhůří západní části Krušných hor, zhruba 10 km východně od okresního města Zwickau. Město se rozkládá v nadmořské výšce 350 až 550 metrů.

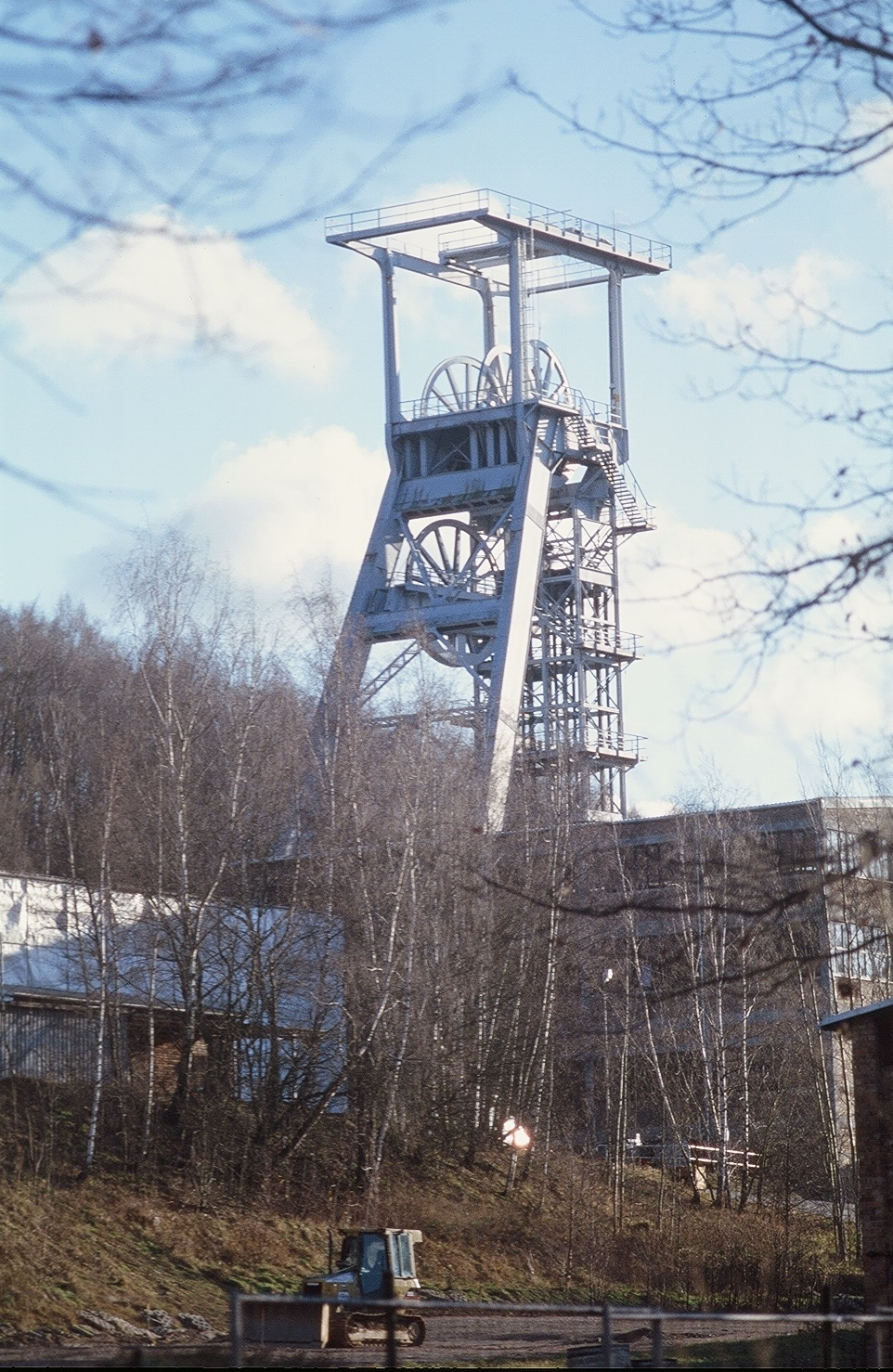
Těžní věž šachty 371

Historické centrum Hartensteinu s ruinami místního zámku je od řeky a od železniční tratě Schwarzenberg–Zwickau vzdáleno přibližně 1,5 km. V údolí Cvikovské Muldy poblíž železniční stanice Hartenstein leží malá obec Stein, která byla administrativně přičleněna k Hartensteinu již v roce 1934. Dalšími místními částmi jsou Thierfeld a Zschocken, které byly k městu připojeny v letech 1994 a 1996. Na severu, východě a jihu je katastr Hartensteinu obklopen územím měst a obcí, přináležejících již do sousedního zemského okresu Krušné hory (Erzgebirgskreis).
V nejjižnější části katastrálního území Hartensteinu na pravém břehu Cvikovské Muldy nedaleko středověké štoly zvané Prinzenhöhle se nachází areál bývalé šachty 371 uranového Dolu Aue (oblast Niederschlema-Aue-Alberoda).

## Historie
Nejstarší údaje o městečku jsou spojeny s historií hradu Hartenstein, který na území někdejšího stejnojmenného hrabství vznikl ve 12. století při cestě z Cvikova do Čech. Hrad byl vybudován v roce 1170 příslušníky rodu Meinher von Werben, kteří se o tři roky později, v roce 1173, podíleli na založení kláštera Zelle u Aue. Z 12. století pochází rovněž románský kostel v Thierfeldu, později upravený v gotickém slohu. V roce 1378 byl v Hartensteinu postaven kostel Naší Milé Paní (Unser lieben Frauen).
Na počátku 15. století se městečko s hradem stalo součástí panství šlechtického rodu von Schönburg (Šumburkové). Jedna knížecí linie tohoto rodu si až do 20. století uchovala přízvisko Schönburg-Hartenstein. Stará štola na území města získala své jméno Prinzenhöhle (Jeskyně princů) podle událostí z července roku 1455, kdy rytíř Kunz von Kauffungen unesl saské prince Ernsta a Albrechta a při pokusu o únik do Čech je ukryl v této štole v údolí Cvikovské Muldy naproti hradu Isenburg. V roce 1609 se v Hartensteinu narodil lékař a básník Paul Fleming, jeden z nejvýznamnějších německých lyriků 17. století.
Během Třicetileté války bylo město několikrát těžce poničeno, například v roce 1624 zde bylo vypáleno 28 domů a 14 stodol. Oheň se nevyhnul městu ani v pozdějších letech a zkáze neušly ani místní památky. V roce 1762 byl požárem částečně zničen hrad Stein, v roce 1886 požár zničil hartensteinskou radnici. Zámek Hartenstein, někdejší hrad, který dal celé lokalitě jméno, byl přeměněn v trosky během amerického náletu ze dne 20. dubna 1945.
V roce 1921 bylo v Hartensteinu založeno loutkové divadlo. Později se tato loutkoherecká skupina přesunula do Hohnsteinu v Saském Švýcarsku a získala světovou proslulost.

## Těžba uranu
Na jižním okraji katastru Hartensteinu se nachází areál šachty 371.Tento komplex, který zahrnuje čtyřpatrovou budovu šachty, 50 metrů vysokou ocelovou těžní věž, strojovnu s těžním strojem a správní budovu, byl budován podnikem SDAG Wismut od roku 1956. Uranová ruda zde byla těžena z hloubky až 1 800 metrů a po určitou dobu byl tento důl nejhlubším dolem v Evropě. Celkem zde bylo vytěženo více než 73 000 tun uranu. Těžba byla ukončena v roce 1990, od té doby komplex využívá nástupnická organizace Wismut GmBH, která zde má správní středisko a laboratoře. V areálu je zároveň umístěna mineralogicko-geologická expozice jako muzeum, přístupné veřejnosti. Komplex šachty 371 je součástí česko-německého projektu Montanregion Krušné hory - Erzgebirge, jehož cílem je zápis krušnohorského montánního regionu na seznam Světového dědictví UNESCO.

## Fotogalerie

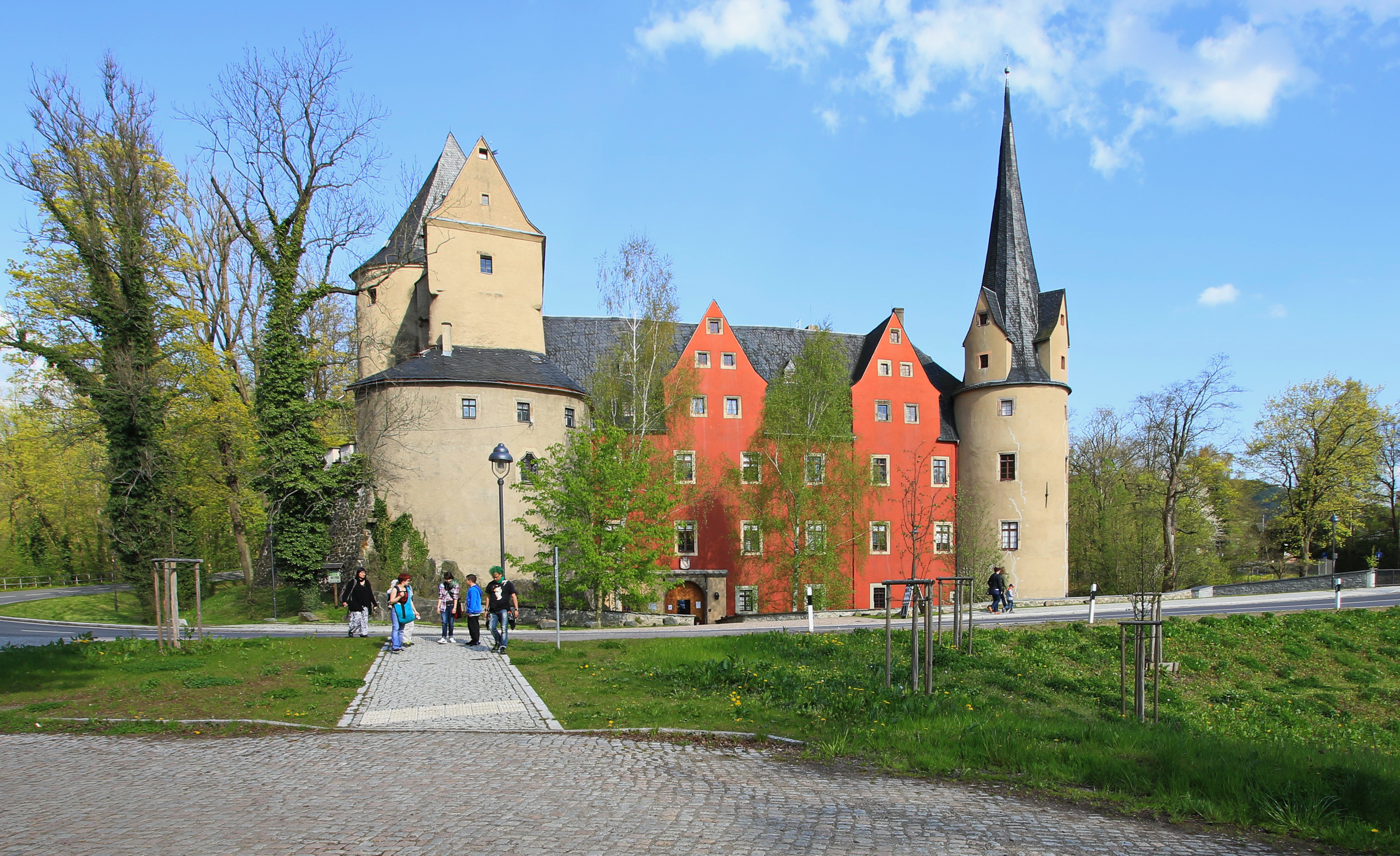
Hrad Stein na břehu Cvikovské Muldy
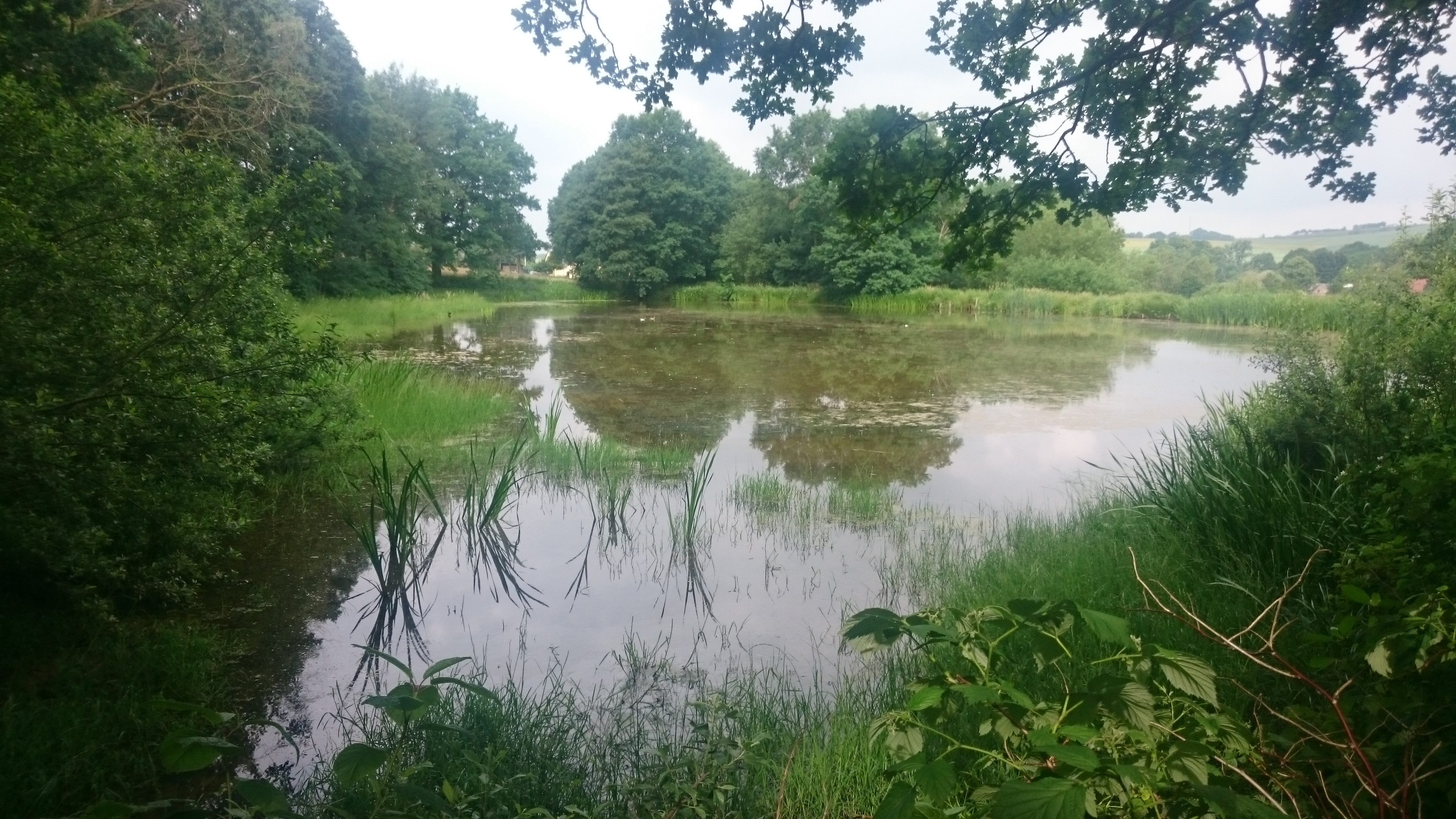
Chráněné rybníky u Zschockenu
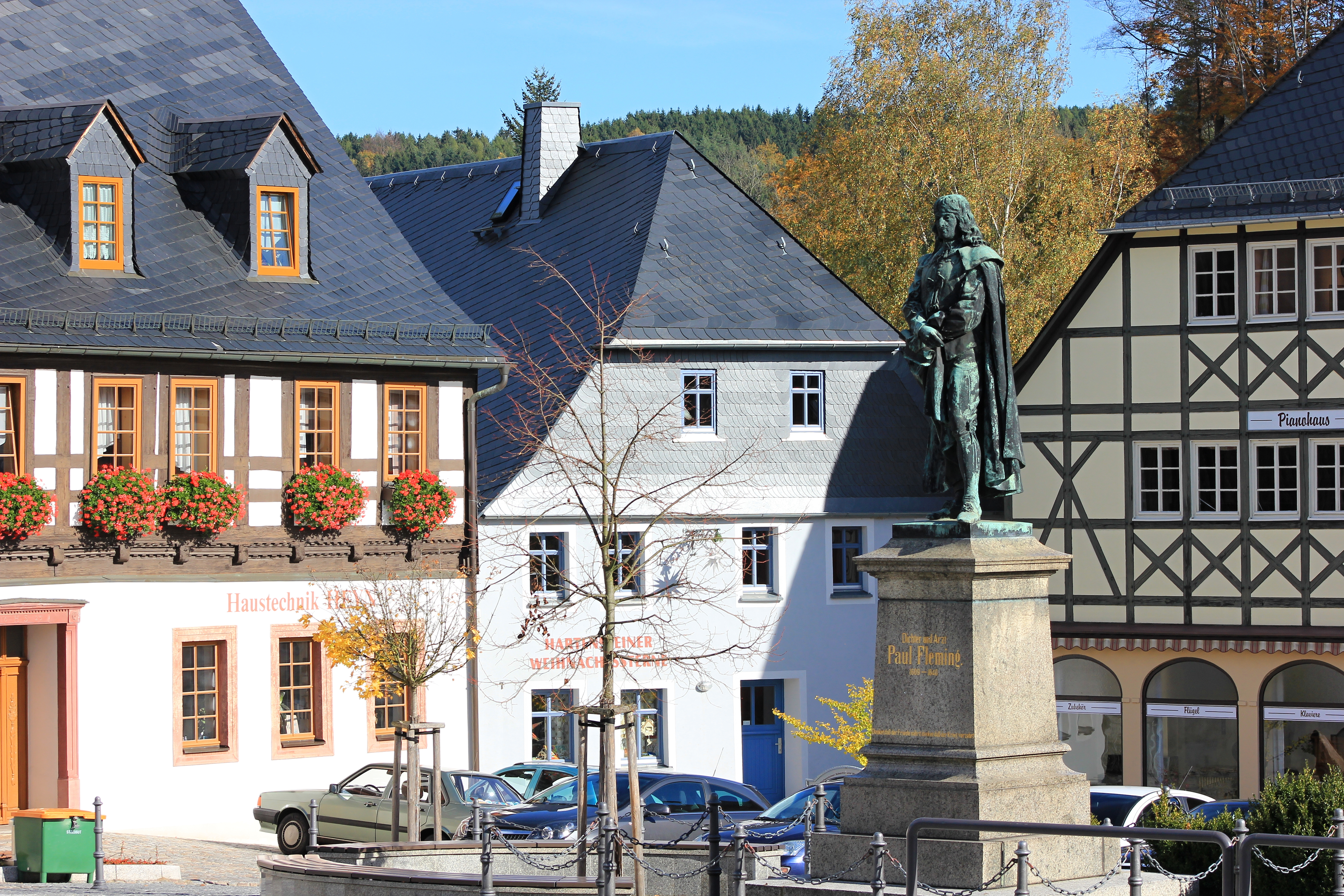
Náměstí se sochou básníka
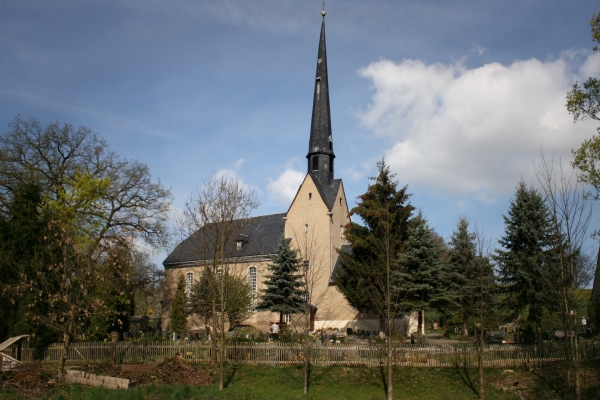
Kostel s hřbitovem v Thierfeldu
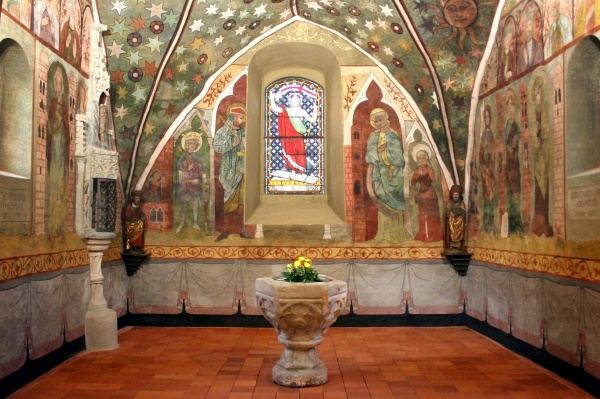
Kaple svaté Barbary v Thierfeldu
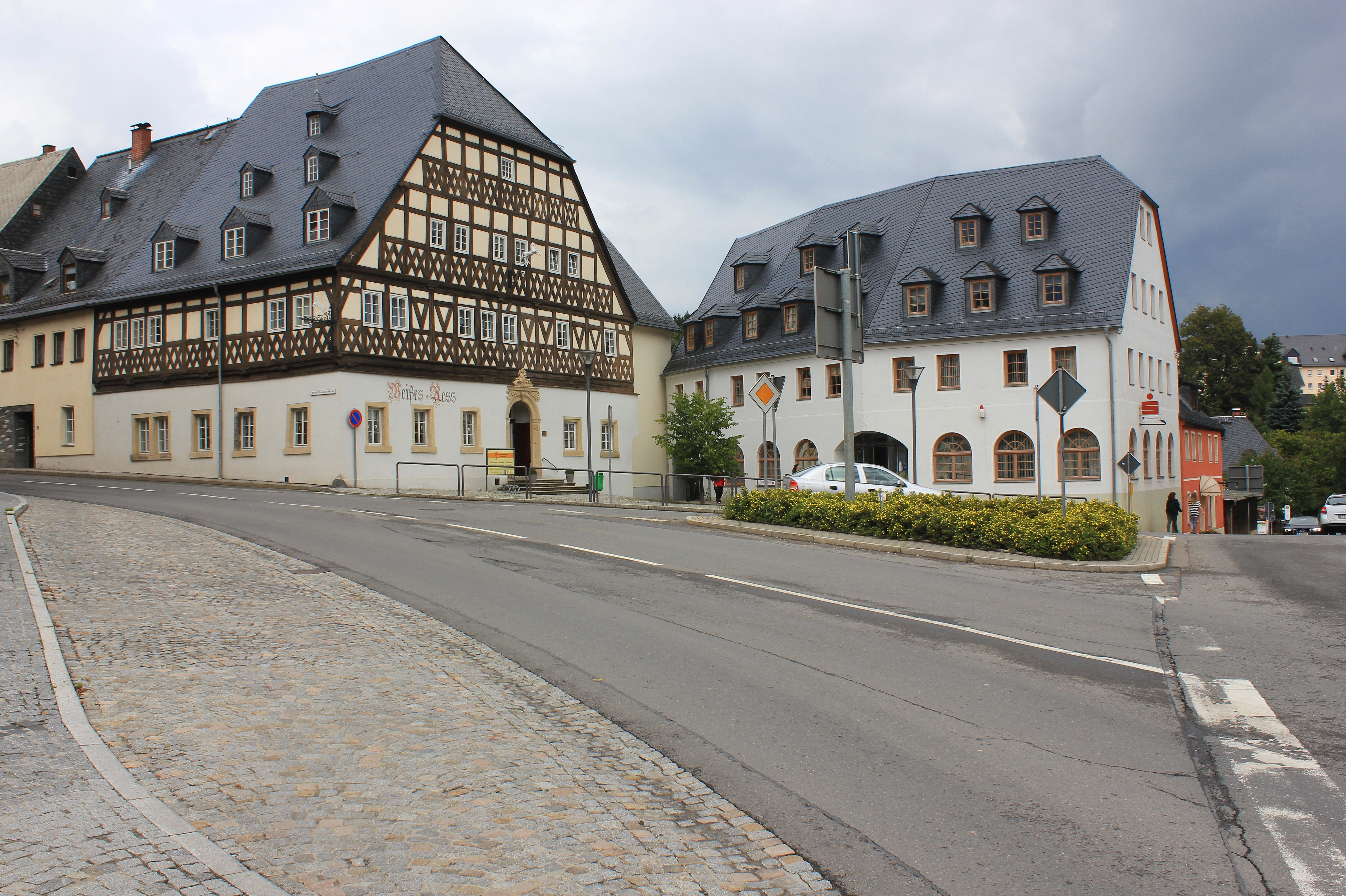
Budova hostince "Weisses Ross"
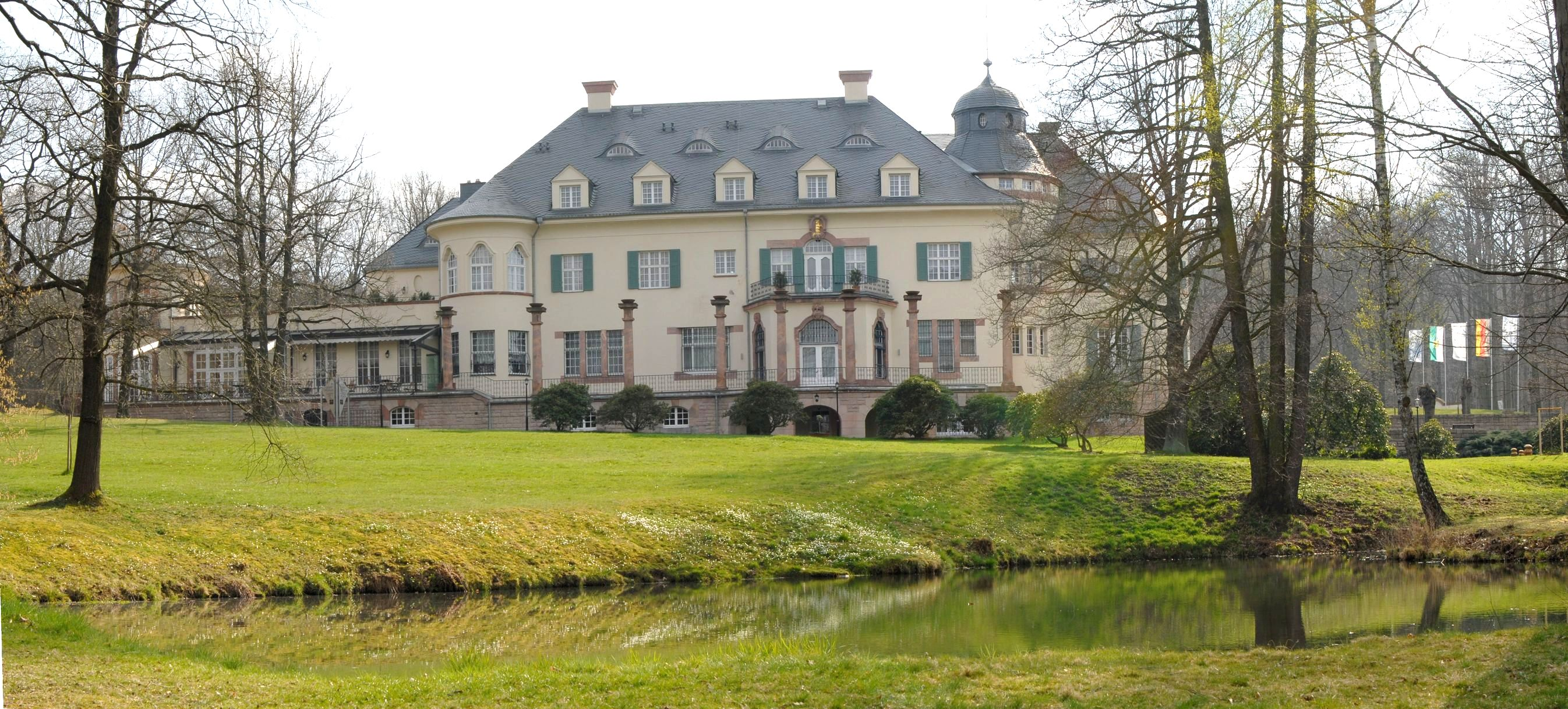
Zámek Wolfsbrunn v místní části Stein
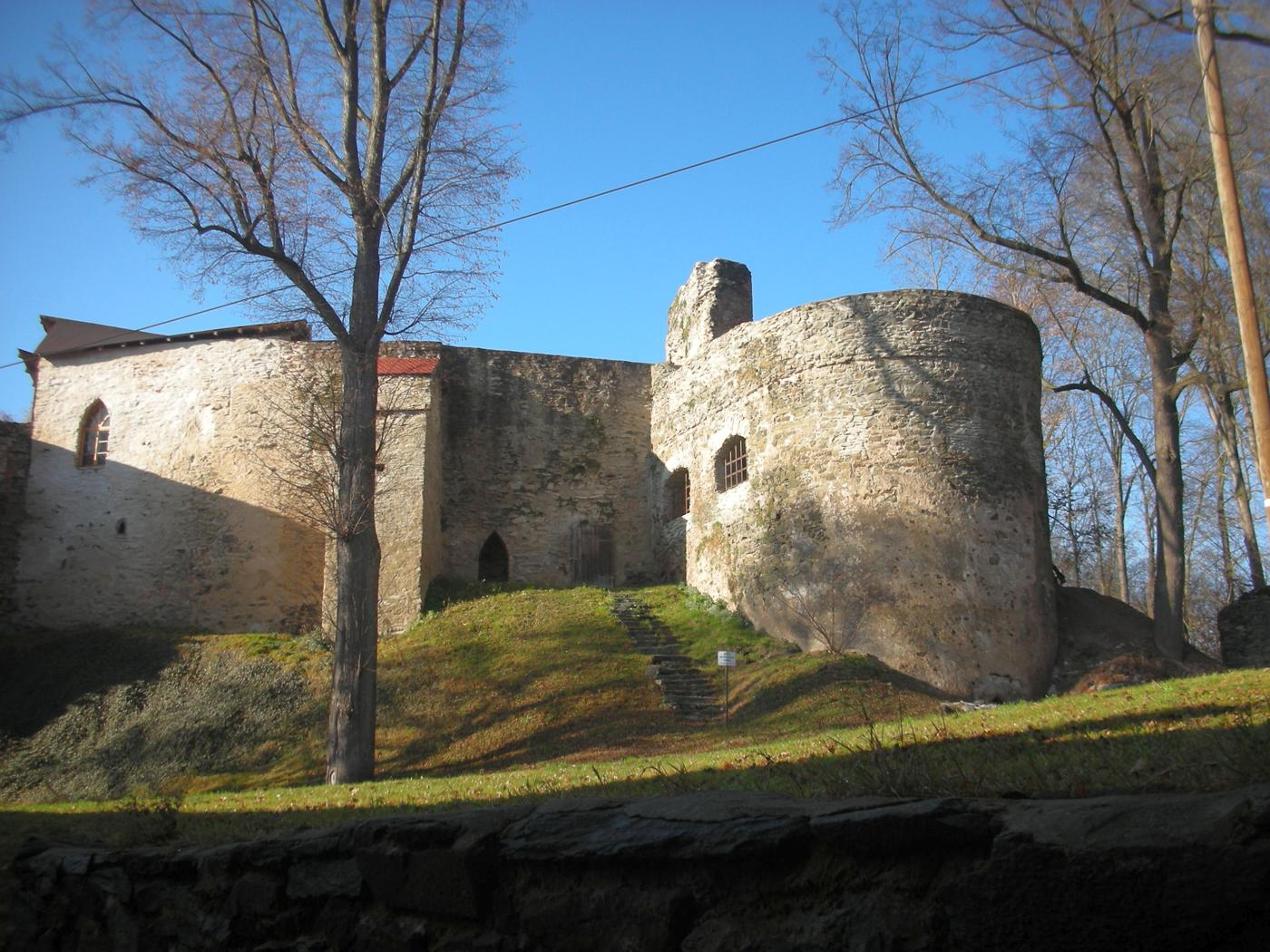
Ruiny zámku Hartenstein
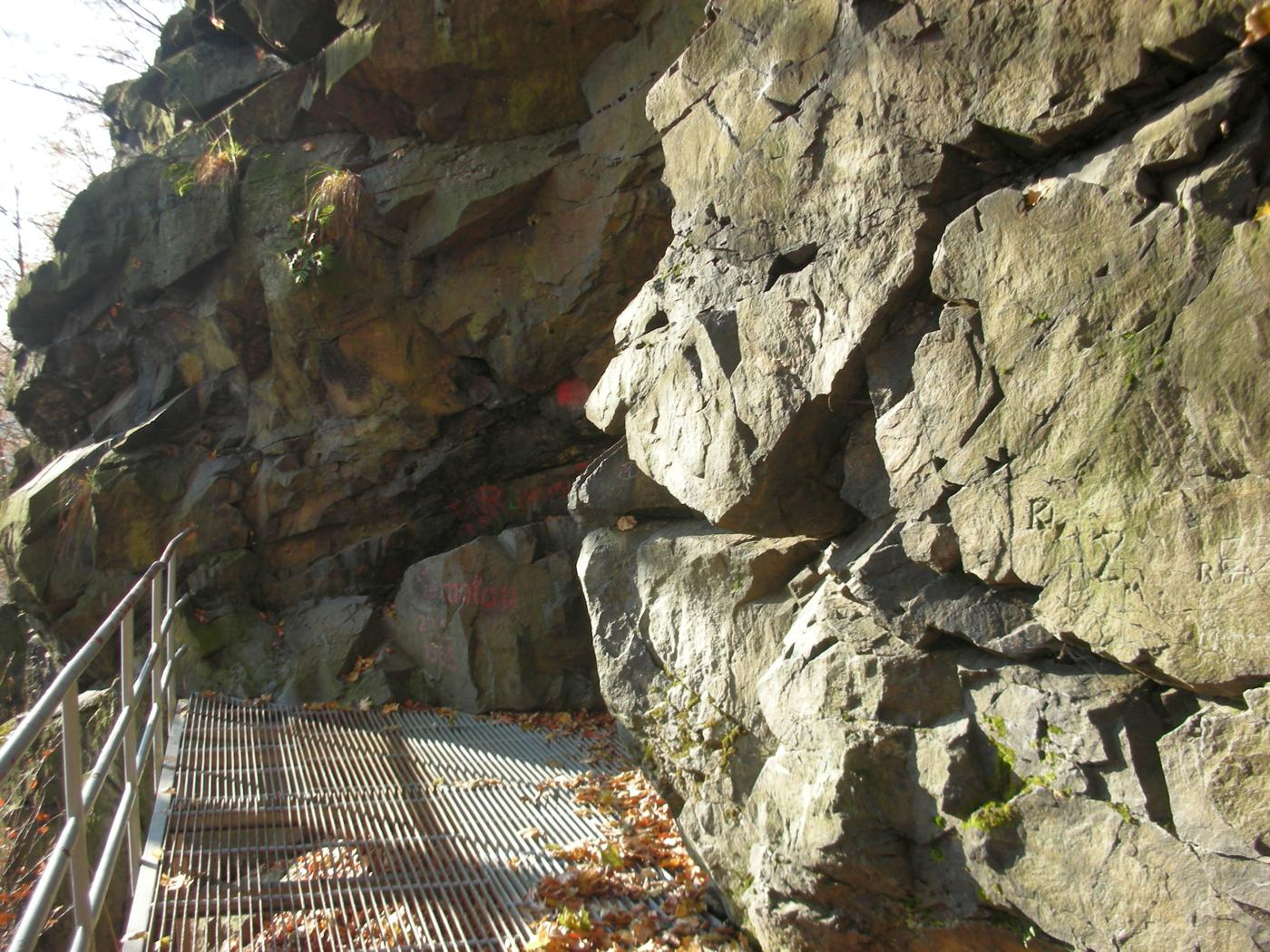
Vstup do štoly Prinzenhöhle
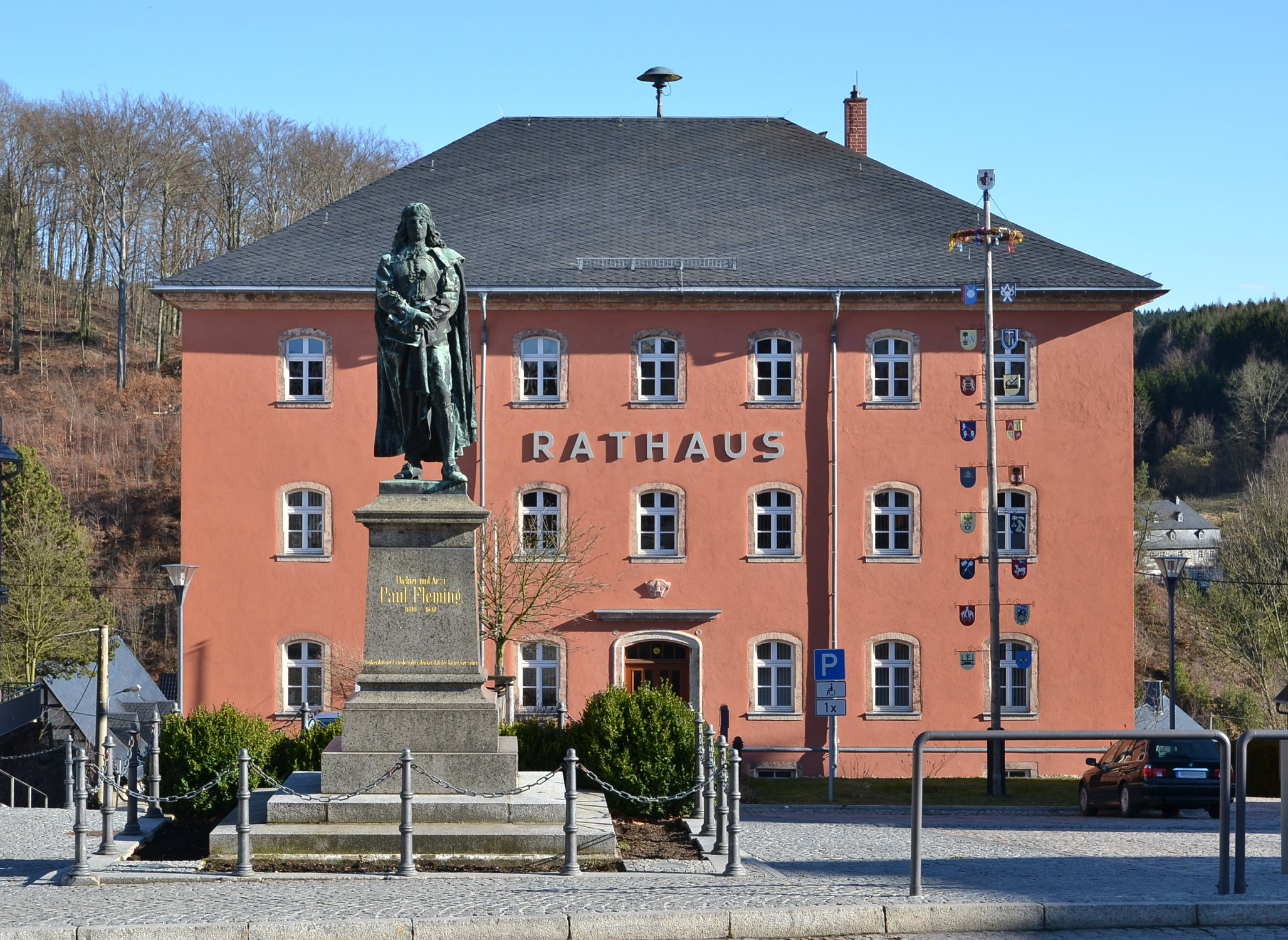
Pomník Paula Fleminga před radnicí